# Ajax—Pickering
Pour les articles homonymes, voir Pickering (homonymie) et Ajax—Pickering (circonscription provinciale).
Circonscription électorale fédérale du Canada
Ajax—Pickering est une ancienne circonscription électorale fédérale en Ontario (Canada).
La circonscription était située dans la banlieue est de Toronto sur le bord du lac Ontario et consistait en la ville d'Ajax et la partie nord de la ville de Pickering.
Les circonscriptions limitrophes étaient Pickering—Scarborough-Est, Scarborough—Rouge River, Oak Ridges—Markham, Durham et Whitby—Oshawa.

## Historique
La circonscription d'Ajax—Pickering a été créée en 2003 avec des parties des circonscriptions de Pickering—Ajax—Uxbridge et de Whitby—Ajax. Lors du redécoupage de 2013, la circonscription fut dissoute parmi Pickering—Uxbridge et Ajax.
| Législature                                                    | Années    | Député | Député          | Parti        |
| -------------------------------------------------------------- | --------- | ------ | --------------- | ------------ |
| Ajax—Pickering issue de Pickering—Ajax—Uxbridge et Whitby—Ajax |           |        |                 |              |
| 38e                                                            | 2004–2006 |        | Mark Holland    | Libéral      |
| 39e                                                            | 2006–2008 |        | Mark Holland    | Libéral      |
| 40e                                                            | 2008–2011 |        | Mark Holland    | Libéral      |
| 41e                                                            | 2011–2015 |        | Chris Alexander | Conservateur |
| Redistribuée parmi Pickering—Uxbridge et Ajax                  |           |        |                 |              |

## Circonscription provinciale
Depuis les élections provinciales ontariennes du 4 octobre 2007, l'ensemble des circonscriptions provinciales et des circonscriptions fédérales sont identiques.